# Pryderi

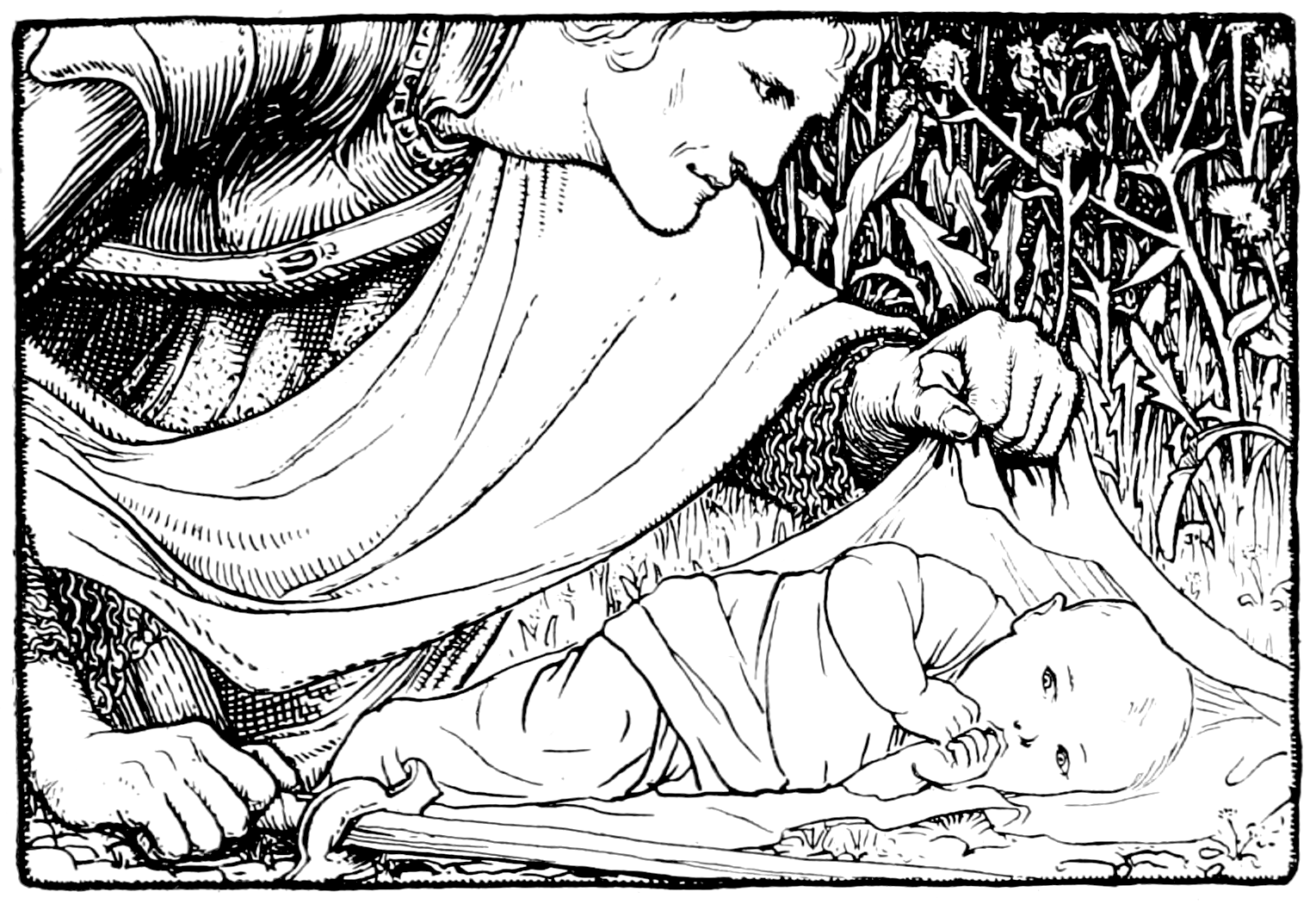
Pryderi wordt door Teyron gevonden

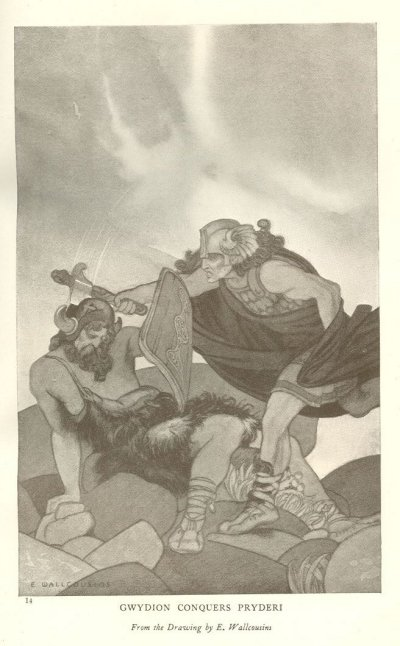
Gwydion overwint Pryderi

Pryderi (opgetogenheid) is een legendarische koning van Dyfed in Zuid-Wales, die in alle vier de takken van de Mabinogion voorkomt, een verzameling Welshe verhalen opgetekend in de 14e eeuw. Hij wordt vergeleken met Mabon zoon van Modron uit de Keltische mythologie alswel met Parzival en Perceval.

## Leven

### Zoon van Pwyll
In Pwyll heer van Dyfed wordt verteld van zijn geboorte in Arberth, als zoon van Pwyll heer van Dyfed en diens vrouw Rhiannon, dochter van Hyfaidd de Oude. In de nacht van zijn geboorte verdwijnt hij, terwijl zes dames in Rhiannons slaapkamer de wacht over hem hadden moeten houden. Ze smeren bloed aan Rhiannons handen en gezicht, om te voorkomen dat ze zelf bestraft zullen worden. Rhiannons wordt daarop verdacht haar eigen kind te hebben opgegeten.
Teyron, heer van Gwent Is Coed, vindt de baby buiten zijn stal, wanneer hij 's nachts de arm van een monster heeft afgehakt, dat jaarlijks aan het begin van de zomer een veulen van hem steelt. Teyron en zijn vrouw adopteren de jongen en noemen hem Gwri Wallt Euryn (Gwri Goudhaar). Gwri groeit razendsnel en lijkt steeds meer op zijn vader Pwyll. Teyron vermoedt Gwri's ware identiteit en brengt hem naar zijn echte ouders, die hem de nieuwe naam Pryderi (opgetogenheid) geven. Hij wordt nu opgevoed door Pandaran Dyfed. 
Na Pwylls overlijden wordt Pryderi heer van de zeven cantraven van Dyfed en hij voegt daar de gebieden van Ystrad Tywi en Ceredigion aan toe. Hij huwt Cigfa, de dochter van Gwyn Gohoyw. Pryderi neemt tevens de zeven cantraven van Morgannwg in zijn koninkrijk op. 

### Bevrijding van Branwen
Om de Ierse koningin Branwen, de zuster van de Britse koning Bran (Bendigeidfrân), van haar slavernij aan het Ierse hof te bevrijden, vergezelt Pryderi het leger van Brân naar Ierland. Dit verhaal wordt verteld in Branwen dochter van Llyr. Pryderi is een van de zeven mannen die de slag overleven. Pryderi en zijn metgezellen krijgen de opdracht van Brân diens sprekende, afgehakte hoofd naar Gwynfrynn (witte heuvel) in Londen te brengen. Er boven zou later de Tower zijn verrezen. Pryderi en zijn kompanen gaan met het hoofd van Harlech naar Gwales, waar ze tachtig jaar verblijven zonder te merken dat de tijd voorbijgaat en daarna naar Londen.

### Stiefvader Manawydan
Terug in Brittannië nodigt Pryderi Manawydan zoon van Llyr, Brân en Branwens broer, uit om met hem in Dyfed te regeren en zijn moeder Rhiannon te huwen, die sinds Pwylls dood weduwe is. Manawydan stemt in met het plan en als ze op een dag met z'n vieren, Pryderi, Manawydan, Cigfa en Rhiannon, een magische heuvel af lopen, vinden ze het land leeg en zonder bewoners. Pryderi en Manawydan proberen in Engeland aan de kost te komen, maar keren later naar Dyfed terug. Tijdens de jacht volgen ze een wit zwijn naar een burcht. Pryderi gaat er naar binnen. Als hij zijn handen legt op een gouden ketel, kan hij ze er niet meer van af trekken, ook zijn voeten zitten vast en hij kan niet meer spreken. De volgende dag gaat zijn moeder Rhiannon naar hem op zoek, maar zij komt ook vast te zitten. De hele burcht gaat vervolgens in nevelen op.
Manawydan weet hen uiteindelijk te bevrijden van de vloek van bisschop Llwydap Cil Coed, die het niet kon verkroppen dat Pwyll destijds met Rhiannon huwde en niet met zijn vriend Gwawl zoon van Clud en wilde zich op Rhiannon en haar zoon Pryderi wreken.

### Strijd met Math
De laatste episode wordt verteld in Math zoon van Mathonwy. Terug als koning van Dyfed, ontvangt Pryderi zwijnen van Arawn, koning van de Andere Wereld Annwfyn en vriend van zijn vader Pwyll. Gwydion zoon van Dôn, neef van koning Math van Gwynnedd in Noord-Wales, ruilt de zwijnen tegen twaalf zwarte hengsten en twaalf zwarte honden met een witte borst, gouden halsbanden, riemen, zadels, leidsels en schilden, die hij tevoorschijn heeft getoverd. Als Pryderi er achter komt dat hij is bedrogen, trekt hij met zijn leger naar het noorden, naar het rijk van Math. Dat was precies volgens Gwydions plan, want hij wilde zijn koning Math afleiden en van zijn hof doen wegtrekken, zodat Gwydions verliefde broer Gilvaethwy een nacht kon slapen met Goewin, in wiens schoot Math naar gewoonte zijn voeten liet rusten. 
Na enkele veldslagen wordt de oorlog beslist met een tweegevecht tussen Gwydion en Pryderi in Y Velen Rhyd in Ardudwy, waarbij Pryderi het leven laat.